# Calopertha truncatula
Calopertha truncatula är en skalbaggsart som först beskrevs av César Marie Félix Ancey 1881.  Calopertha truncatula ingår i släktet Calopertha och familjen kapuschongbaggar. Inga underarter finns listade i Catalogue of Life.

## Bildgalleri

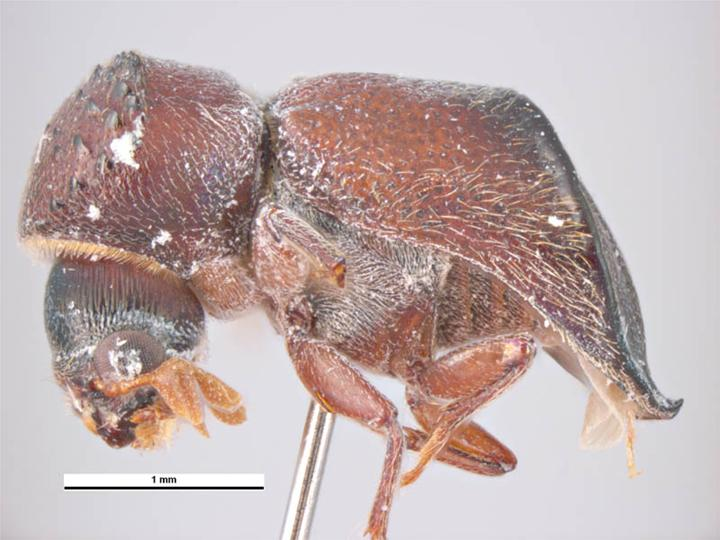